# Menidia conchorum
Menidia conchorum là một loài cá thuộc họ Atherinidae. Nó là loài đặc hữu của Hoa Kỳ.